# 18e étape du Tour d'Italie 2015
Pour un article plus général, voir Tour d'Italie 2015.
La 18e étape du Tour d'Italie 2015 s'est déroulée le jeudi 28 mai 2015. Elle part de Melide et arrive à Verbania après 170 km.

## Parcours
Cette dix-huitième étape se déroule sous la forme d'une étape en ligne entre Tirano et Lugano. Elle est classée moyenne montagne par les organisateurs, le parcours comprend un col classé en première catégorie, Monte Ologno (km 134,4).

## Résultats

### Classement de l'étape
| Classement de l'étape | Classement de l'étape      | Classement de l'étape | Classement de l'étape | Classement de l'étape |
|                       | Coureur                    | Pays                  | Équipe                | Temps                 |
| --------------------- | -------------------------- | --------------------- | --------------------- | --------------------- |
| 1er                   | Philippe Gilbert           | Belgique              | BMC Racing            | en 4 h 4 min 14 s     |
| 2e                    | Francesco Manuel Bongiorno | Italie                | Bardiani CSF          | + 47 s                |
| 3e                    | Sylvain Chavanel           | France                | IAM                   | + 1 min 1 s           |
| 4e                    | Matteo Busato              | Italie                | Southeast             | + 1 min 1 s           |
| 5e                    | Amaël Moinard              | France                | BMC Racing            | + 1 min 1 s           |
| 6e                    | David de la Cruz           | Espagne               | Etixx-Quick Step      | + 1 min 1 s           |
| 7e                    | Rinaldo Nocentini          | Italie                | AG2R La Mondiale      | + 1 min 1 s           |
| 8e                    | Kanstantsin Siutsou        | Biélorussie           | Sky                   | + 1 min 1 s           |
| 9e                    | Chad Haga                  | États-Unis            | Giant-Alpecin         | + 2 min 42 s          |
| 10e                   | Pieter Weening             | Pays-Bas              | Orica-GreenEDGE       | + 3 min 55 s          |
| modifier              |                            |                       |                       |                       |

### Points attribués
|   | Cycliste            | Nat         | Équipe           | Pts | Bonif |
| - | ------------------- | ----------- | ---------------- | --- | ----- |
| 1 | Philippe Gilbert    | Belgique    | BMC Racing       | 10  | 3 s   |
| 2 | Amaël Moinard       | France      | BMC Racing       | 6   | 2 s   |
| 3 | Rinaldo Nocentini   | Italie      | AG2R La Mondiale | 3   | 1 s   |
| 4 | Kanstantsin Siutsou | Biélorussie | Sky              | 2   |       |
| 5 | Sylvain Chavanel    | France      | IAM              | 1   |       |

|   | Cycliste                   | Nat         | Équipe        | Pts | Bonif |
| - | -------------------------- | ----------- | ------------- | --- | ----- |
| 1 | Philippe Gilbert           | Belgique    | BMC Racing    | 10  | 3 s   |
| 2 | Kanstantsin Siutsou        | Biélorussie | Sky           | 6   | 2 s   |
| 3 | Francesco Manuel Bongiorno | Italie      | Bardiani CSF  | 3   | 1 s   |
| 4 | Chad Haga                  | États-Unis  | Giant-Alpecin | 2   |       |
| 5 | Matteo Busato              | Italie      | Southeast     | 1   |       |

| - Sprint final de Verbania (km 170) \| \| Cycliste \| Nat \| Équipe \| Points \| Bonif \| \| -- \| -------------------------- \| ----------- \| ---------------- \| ------ \| ----- \| \| 1 \| Philippe Gilbert \| Belgique \| BMC Racing \| 25 \| 10 s \| \| 2 \| Francesco Manuel Bongiorno \| Italie \| Bardiani CSF \| 18 \| 6 s \| \| 3 \| Sylvain Chavanel \| France \| IAM \| 12 \| 4 s \| \| 4 \| Matteo Busato \| Italie \| Southeast \| 8 \| \| \| 5 \| Amaël Moinard \| France \| BMC Racing \| 6 \| \| \| 6 \| David de la Cruz \| Espagne \| Etixx-Quick Step \| 5 \| \| \| 7 \| Rinaldo Nocentini \| Italie \| AG2R La Mondiale \| 4 \| \| \| 8 \| Kanstantsin Siutsou \| Biélorussie \| Sky \| 3 \| \| \| 9 \| Chad Haga \| États-Unis \| Giant-Alpecin \| 2 \| \| \| 10 \| Pieter Weening \| Pays-Bas \| Orica-GreenEDGE \| 1 \| \| |                            |             |                  |        |       |
| | Cycliste                   | Nat         | Équipe           | Points | Bonif |
| 1 | Philippe Gilbert           | Belgique    | BMC Racing       | 25     | 10 s  |
| 2 | Francesco Manuel Bongiorno | Italie      | Bardiani CSF     | 18     | 6 s   |
| 3 | Sylvain Chavanel           | France      | IAM              | 12     | 4 s   |
| 4 | Matteo Busato              | Italie      | Southeast        | 8      |       |
| 5 | Amaël Moinard              | France      | BMC Racing       | 6      |       |
| 6 | David de la Cruz           | Espagne     | Etixx-Quick Step | 5      |       |
| 7 | Rinaldo Nocentini          | Italie      | AG2R La Mondiale | 4      |       |
| 8 | Kanstantsin Siutsou        | Biélorussie | Sky              | 3      |       |
| 9 | Chad Haga                  | États-Unis  | Giant-Alpecin    | 2      |       |
| 10 | Pieter Weening             | Pays-Bas    | Orica-GreenEDGE  | 1      |       |

### Cols et côtes
| - Monte Ologno, 1re catégorie (km 134,4) \| \| Cycliste \| Pays \| Équipe \| Points \| \| - \| -------------------------- \| ----------- \| ---------------- \| ------ \| \| 1 \| Francesco Manuel Bongiorno \| Italie \| Bardiani CSF \| 35 \| \| 2 \| Kanstantsin Siutsou \| Biélorussie \| Sky \| 18 \| \| 3 \| David de la Cruz \| Espagne \| Etixx-Quick Step \| 12 \| \| 4 \| Amaël Moinard \| France \| BMC Racing \| 9 \| \| 5 \| Philippe Gilbert \| Belgique \| BMC Racing \| 6 \| \| 6 \| Rinaldo Nocentini \| Italie \| AG2R La Mondiale \| 4 \| \| 7 \| Sylvain Chavanel \| France \| IAM \| 2 \| \| 8 \| Matteo Busato \| Italie \| Southeast \| 1 \| |                            |             |                  |        |
| | Cycliste                   | Pays        | Équipe           | Points |
| 1 | Francesco Manuel Bongiorno | Italie      | Bardiani CSF     | 35     |
| 2 | Kanstantsin Siutsou        | Biélorussie | Sky              | 18     |
| 3 | David de la Cruz           | Espagne     | Etixx-Quick Step | 12     |
| 4 | Amaël Moinard              | France      | BMC Racing       | 9      |
| 5 | Philippe Gilbert           | Belgique    | BMC Racing       | 6      |
| 6 | Rinaldo Nocentini          | Italie      | AG2R La Mondiale | 4      |
| 7 | Sylvain Chavanel           | France      | IAM              | 2      |
| 8 | Matteo Busato              | Italie      | Southeast        | 1      |

### Classement au temps par équipes
| Classement par équipes au temps | Classement par équipes au temps | Classement par équipes au temps | Classement par équipes au temps |
|                                 | Équipe                          | Pays                            | Temps                           |
| ------------------------------- | ------------------------------- | ------------------------------- | ------------------------------- |
| 1re                             | BMC Racing                      | États-Unis                      | en 12 h 21 min 1 s              |
| 2e                              | Bardiani CSF                    | Italie                          | + 11 min 20 s                   |
| 3e                              | Astana                          | Kazakhstan                      | + 13 min 35 s                   |
| modifier                        |                                 |                                 |                                 |

### Classement aux points par équipes
| Classement par équipes aux points | Classement par équipes aux points | Classement par équipes aux points | Classement par équipes aux points | Classement par équipes aux points |
|                                   | Équipes                           | Pays                              |                                   | Point(s)                          |
| --------------------------------- | --------------------------------- | --------------------------------- | --------------------------------- | --------------------------------- |
| 1re                               | BMC Racing                        | États-Unis                        |                                   | 85                                |
| 2e                                | Bardiani CSF                      | Italie                            |                                   | 38                                |
| 3e                                | IAM                               | Suisse                            |                                   | 26                                |
| modifier                          |                                   |                                   |                                   |                                   |

## Classements à l'issue de l'étape

### Classement général
| Classement final général | Classement final général | Classement final général | Classement final général | Classement final général |
|                          | Coureur                  | Pays                     | Équipe                   | Temps                    |
| ------------------------ | ------------------------ | ------------------------ | ------------------------ | ------------------------ |
| 1er                      | Alberto Contador         | Espagne                  | Tinkoff-Saxo             | en 72 h 23 min 9 s       |
| 2e                       | Mikel Landa              | Espagne                  | Astana                   | + 5 min 15 s             |
| 3e                       | Fabio Aru                | Italie                   | Astana                   | + 6 min 5 s              |
| 4e                       | Andrey Amador            | Costa Rica               | Movistar                 | + 7 min 1 s              |
| 5e                       | Yury Trofimov            | Russie                   | Katusha                  | + 9 min 40 s             |
| 6e                       | Leopold König            | Tchéquie                 | Sky                      | + 10 min 44 s            |
| 7e                       | Damiano Caruso           | Italie                   | BMC Racing               | + 11 min 5 s             |
| 8e                       | Steven Kruijswijk        | Pays-Bas                 | Lotto NL-Jumbo           | + 12 min 53 s            |
| 9e                       | Ryder Hesjedal           | Canada                   | Cannondale-Garmin        | + 13 min 1 s             |
| 10e                      | Alexandre Geniez         | France                   | FDJ                      | + 14 min 1 s             |
| modifier                 |                          |                          |                          |                          |

### Classement par points
| Classement par points | Classement par points | Classement par points | Classement par points | Classement par points |
| --------------------- | --------------------- | --------------------- | --------------------- | --------------------- |
|                       | Coureur               | Pays                  | Équipe                | Point(s)              |
| 1er                   | Giacomo Nizzolo       | Italie                | Trek Factory Racing   | 159 points            |
| 2e                    | Sacha Modolo          | Italie                | Lampre-Merida         | 142 pts               |
| 3e                    | Elia Viviani          | Italie                | Sky                   | 134 pts               |
| 4e                    | Philippe Gilbert      | Belgique              | BMC Racing            | 128 pts               |
| 5e                    | Nicola Boem           | Italie                | Bardiani CSF          | 111 pts               |
| modifier              |                       |                       |                       |                       |

### Classement du meilleur grimpeur
| Classement du meilleur grimpeur | Classement du meilleur grimpeur | Classement du meilleur grimpeur | Classement du meilleur grimpeur | Classement du meilleur grimpeur |
| ------------------------------- | ------------------------------- | ------------------------------- | ------------------------------- | ------------------------------- |
|                                 | Coureur                         | Pays                            | Équipe                          | Point(s)                        |
| 1er                             | Steven Kruijswijk               | Pays-Bas                        | Lotto NL-Jumbo                  | 92 points                       |
| 2e                              | Beñat Intxausti                 | Espagne                         | Movistar                        | 91 pts                          |
| 3e                              | Mikel Landa                     | Espagne                         | Astana                          | 73 pts                          |
| 4e                              | Carlos Betancur                 | Colombie                        | AG2R La Mondiale                | 68 pts                          |
| 5e                              | Simon Geschke                   | Allemagne                       | Giant-Alpecin                   | 53 pts                          |
| modifier                        |                                 |                                 |                                 |                                 |

### Classement du meilleur jeune
| Classement du meilleur jeune | Classement du meilleur jeune | Classement du meilleur jeune | Classement du meilleur jeune | Classement du meilleur jeune |
|                              | Coureur                      | Pays                         | Équipe                       | Temps                        |
| ---------------------------- | ---------------------------- | ---------------------------- | ---------------------------- | ---------------------------- |
| 1er                          | Fabio Aru                    | Italie                       | Astana                       | en 72 h 29 min 14 s          |
| 2e                           | Davide Formolo               | Italie                       | Cannondale-Garmin            | + 50 min 56 s                |
| 3e                           | Fabio Felline                | Italie                       | Trek Factory Racing          | + 1 h 41 min 15 s            |
| 4e                           | Francesco Manuel Bongiorno   | Italie                       | Bardiani CSF                 | + 1 h 45 min 40 s            |
| 5e                           | Esteban Chaves               | Colombie                     | Orica-GreenEDGE              | + 1 h 55 min 49 s            |
| modifier                     |                              |                              |                              |                              |

### Classements par équipes

#### Classement au temps
| Classement par équipes au temps | Classement par équipes au temps | Classement par équipes au temps | Classement par équipes au temps |
|                                 | Équipe                          | Pays                            | Temps                           |
| ------------------------------- | ------------------------------- | ------------------------------- | ------------------------------- |
| 1re                             | Astana                          | Kazakhstan                      | en 216 h 50 min 51 s            |
| 2e                              | BMC Racing                      | États-Unis                      | + 20 min 13 s                   |
| 3e                              | Movistar                        | Espagne                         | + 32 min 24 s                   |
| modifier                        |                                 |                                 |                                 |

#### Classement aux points
| Classement par équipes aux points | Classement par équipes aux points | Classement par équipes aux points | Classement par équipes aux points | Classement par équipes aux points |
|                                   | Équipes                           | Pays                              |                                   | Point(s)                          |
| --------------------------------- | --------------------------------- | --------------------------------- | --------------------------------- | --------------------------------- |
| 1re                               | Astana                            | Kazakhstan                        |                                   | 478                               |
| 2e                                | BMC Racing                        | États-Unis                        |                                   | 311                               |
| 3e                                | Lampre-Merida                     | Italie                            |                                   | 296                               |
| modifier                          |                                   |                                   |                                   |                                   |

## Abandons
- 87 -  Jérôme Pineau (IAM) : abandon
- 103 -  Stig Broeckx (Lotto-Soudal) : abandon
- 117 -  Juan José Lobato (Movistar) : abandon
- 121 -  Damiano Cunego (Nippo-Vini Fantini) : abandon